# Guang'an
Guang'an (in cinese: 广安; in pinyin: Guǎng'ān) è una prefettura nell'est della provincia del Sichuan in Cina. Essa è famosa per aver dato i natali all'ex leader cinese Deng Xiaoping. Guang'an è situata fra le colline del Sichuan centrale e l'area delle gole situate ad est. A causa della sua posizione strategica, è chiamata la porta del Sichuan orientale.

## Geografia e clima
Guang'an si trova su un tratto di salita graduale lungo il bordo del bacino del Sichuan. La zona ha una superficie di 6.344 km². La parte orientale di Guang'an è montuosa, la parte centrale è collinare e la parte occidentale è relativamente piatta. L'altitudine varia da 185 a 1.704 metri s.l.m.. I fiumi principali sono il Qu (渠 江) che attraversa il centro dell'area e il Jialing (嘉陵江) che attraversa l'ovest.
Il clima è temperato e la zona è soggetta ai monsoni stagionali. La temperatura media è tra 15,8° e 17,7 °C. I venti sono moderati e le estati molto calde. Le precipitazioni medie annuali sono intorno a 1000–1500 mm. Il numero annuo di giorni senza gelo è tra 310 e 324. In inverno e in primavera piove relativamente poco, mentre in estate ci sono rovesci di pioggia pesanti. In autunno si hanno piogge quasi costanti e vento leggero.

## Amministrazione
Guang'an è costituita da una città, 3 contee, 87 paesi e 2.886 villaggi con una popolazione totale di 4.443.000 stimata nel 2004.
| Mappa | Mappa                 | Mappa  | Mappa        | Mappa                    | Mappa      | Mappa          |
| ----- | --------------------- | ------ | ------------ | ------------------------ | ---------- | -------------- |
|       |                       |        |              |                          |            |                |
| #     | Nome                  | Hanzi  | Hanyu Pinyin | Popolazione (2004 stima) | Area (km²) | Densità (/km²) |
| 1     | Distretto di Guang'an | 广安区 | Guǎng'ān Qū  | 1.230.000                | 1.536      | 801            |
| 2     | Huaying City          | 华蓥市 | Huāyíng Shì  | 350.000                  | 466        | 751            |
| 3     | Contea di Yuechi      | 岳池县 | Yuèchí Xiàn  | 1.160.000                | 1.457      | 796            |
| 4     | Contea di Wusheng     | 武胜县 | Wǔshēng Xiàn | 820.000                  | 966        | 849            |
| 5     | Contea di Linshui     | 邻水县 | Línshuǐ Xiàn | 970.000                  | 1.919      | 505            |

## Infrastrutture e trasporti
- China National Highway 212

## Economia
L'economia di Guang'an è basta sulle risorse locali. Esistono diverse miniere ed i terreni sono particolarmente adatti all'agricoltura.

### Turismo
La casa in cui nacque Deng Xiaoping, oggi trasformata in museo, si trova nel villaggio di Paifang (牌坊村) nella città di Xiexin (协兴镇). Guang'an dispone anche di notevoli bellezze naturali costituite da montagne e parchi situati nelle gole che costellano il suo territorio.